# Kinesiska ballongincidenten 2023

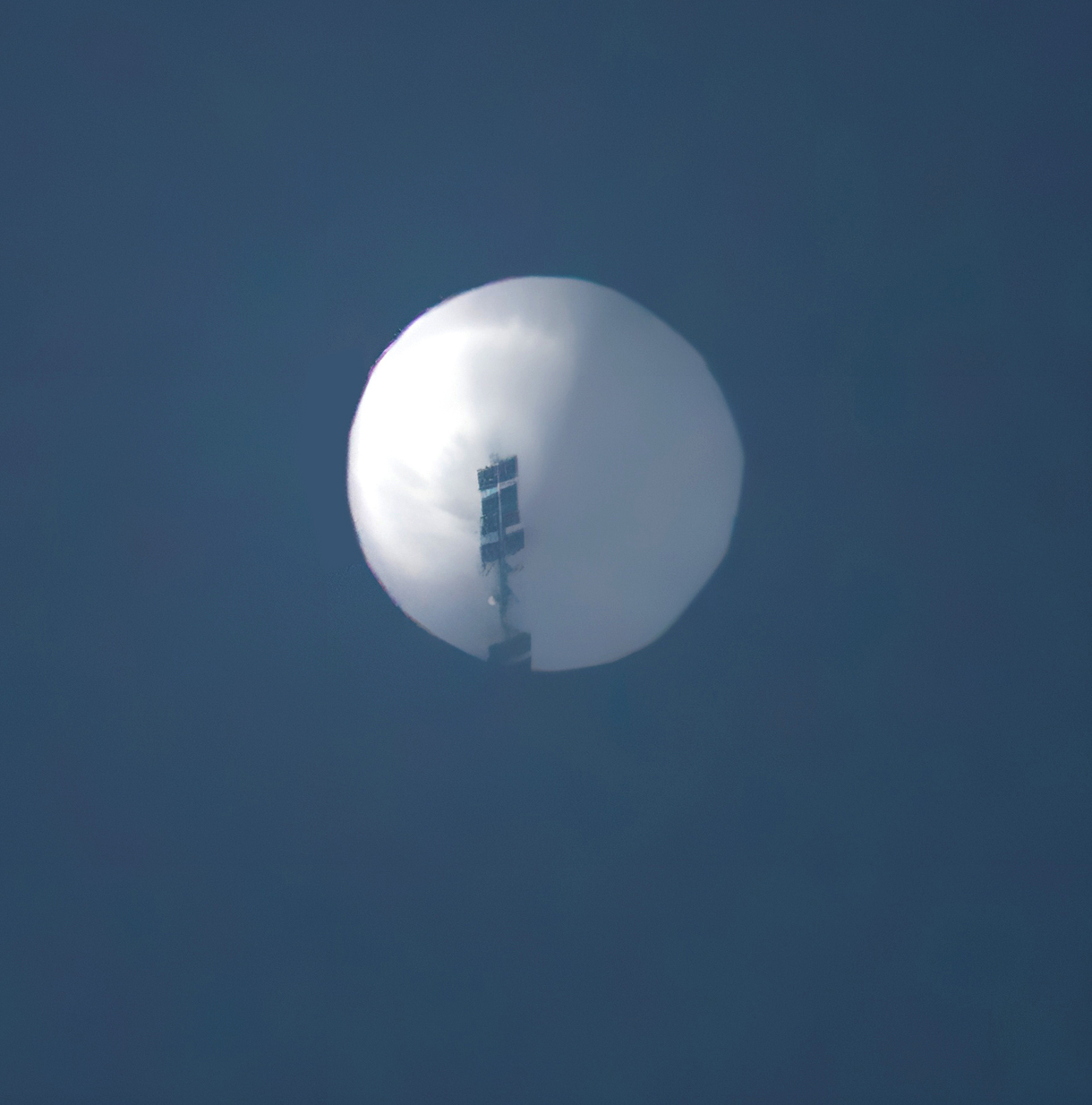
Den kinesiska ballongen 1 februari 2023 över Billings i Montana.

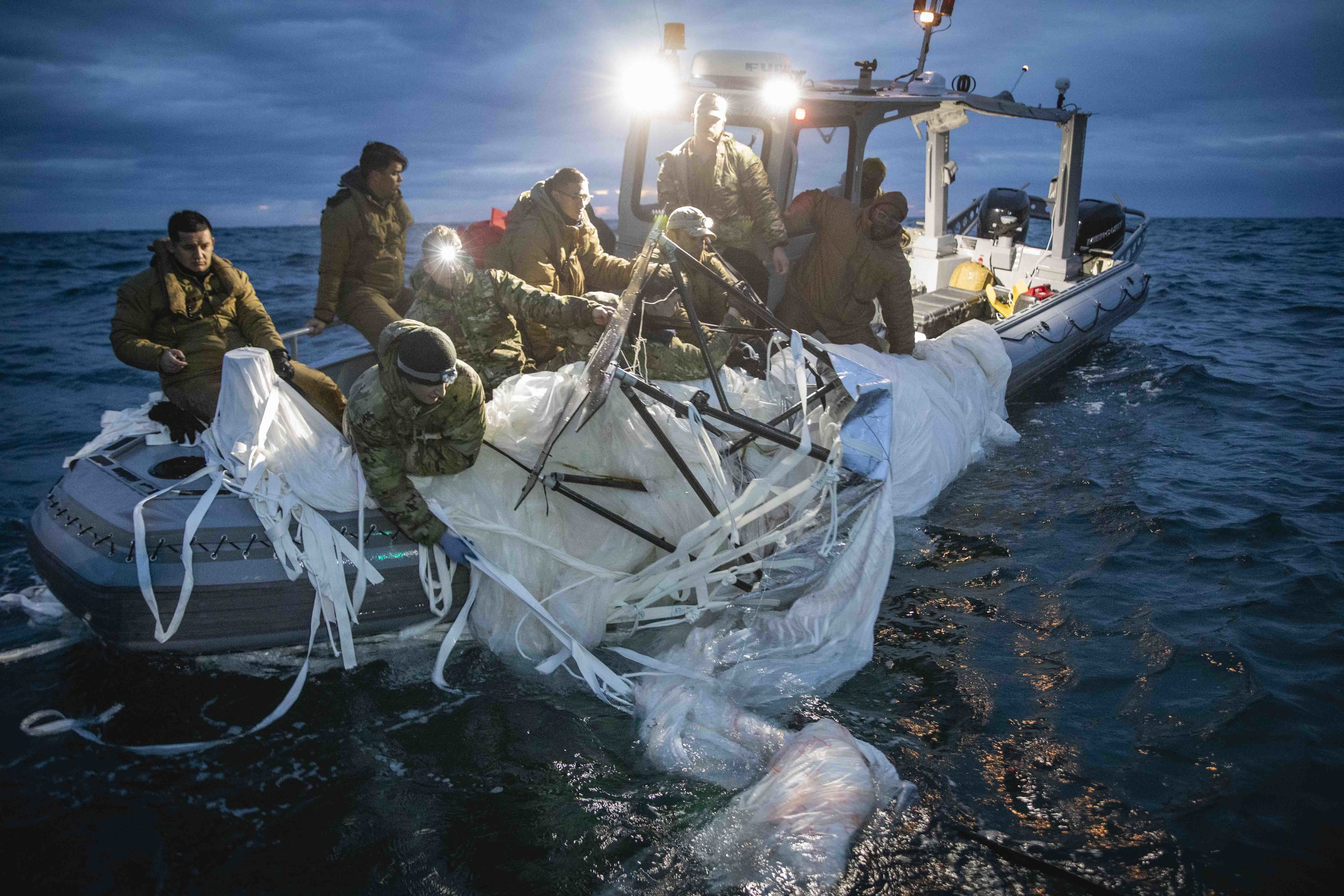
Resterna av ballongen bärgades av den amerikanska marinen den 5 februari 2023.

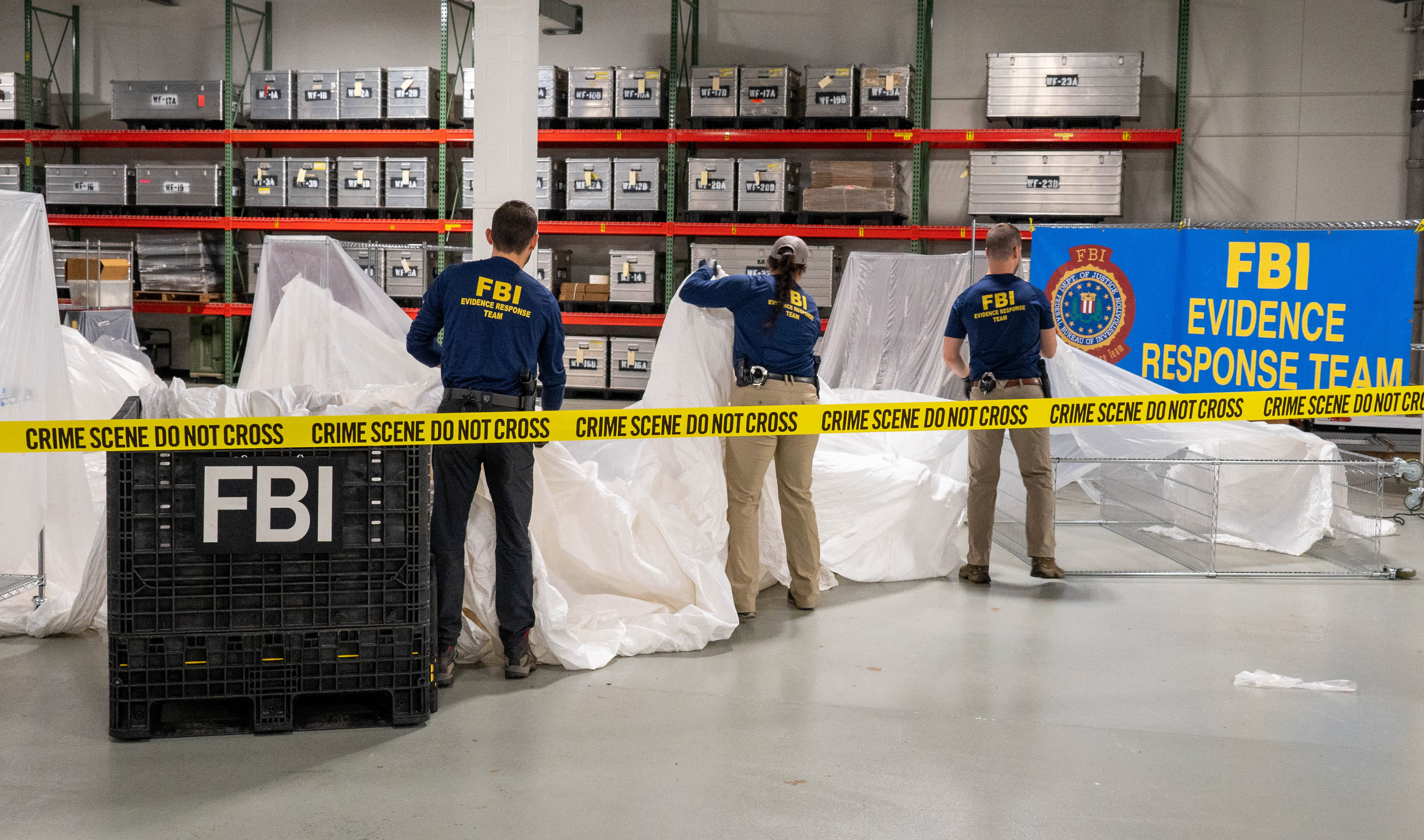
FBI-agenter från Evidence Response Team bearbetar det material som återvunnits från höghöjdsballongen utanför South Carolinas kust. Materialet transporterades till FBI-laboratoriet i Quantico, Virginia.

Jämförelser med den uppskattade storleken på ballongen.

Den kinesiska ballongincidenten 2023 var en incident som pågick från 28 januari till 4 februari 2023. Under dessa dagar passerade en stor vit höghöjdsballong av kinesiskt ursprung över Alaska och västra Kanada, vilket innebar en kränkning av det nordamerikanska luftrummet.

## Förlopp

### Bakgrund
Den amerikanska och den kanadensiska militären ansåg att ballongen var en övervakningsanordning, men den kinesiska regeringen menade att det var ett civilt luftskepp för meteorologisk forskning som blåst ur kurs. Ballongen passerade Montana den 1 februari och Missouri den 3 februari, innan den sköts ner 4 februari på order av USA:s president Joe Biden.
Incidenten förvärrade de redan ansträngda relationerna mellan USA och Kina, vilket gjorde att USA:s utrikesminister Antony Blinken sköt upp ett nära förestående diplomatiskt besök i Peking. Det ansträngde också förbindelserna mellan Kanada och Kina ytterligare, och Kinas ambassadör blev uppkallad till ett möte.
Den 3 februari meddelade det amerikanska försvarsdepartementet att en annan kinesisk ballong passerade över Latinamerika. En talesperson för Kinas utrikesministerium bekräftade den 6 februari att även denna ballong var av kinesiskt ursprung.

### Nedskjutning
Enligt USA:s försvarsminister Lloyd Austin sköts ballongen framgångsrikt ner den 4 februari 2023, på en höjd av 18 km. Nedskjutningen genomfördes av en AIM-9X jaktrobot, avfyrad från en F-22 Raptor, från First Fighter Wing vid Langley Air Force Base. Ballongen föll ned i havet utanför Surfside Beach i South Carolina, inom amerikanskt territorialvatten.
Nedskjutningen var den första som registrerats av ett F-22-plan och är den på högst höjd skarpt utförda luftmålsnedskjutningen någonsin. Den 5 februari bärgades resterna av ballongen av den amerikanska marinen.

### Senare historik
Fredagen den 10 februari gav president Biden order om nedskjutning av ytterligare ett högflygande objekt, denna gång på 12 km höjd och i storlek som en personbil.
Den 11 februari sköts ännu ett objekt ner över nordamerikanskt luftrum, följt av ytterligare ett den 12 februari, vilket var det fjärde på en vecka.
USA:s handelsdepartement meddelade 10 februari att en ny omgång av amerikanska sanktioner kommer att riktas mot sex kinesiska företag som stöder landets militära spaningsprogram. Sanktionerna infördes bara timmar efter att en F-22 sköt ner det andra "höghöjdsobjektet" i USA:s luftrum under den veckan. Företagen kommer att ansluta sig till den växande lista av företag baserade i Kina som USA säger utgör allvarliga hot mot den nationella säkerheten.